# 施春茂
施春茂（1942年—），臺灣高雄人，書畫家，歷任中華民國書法教育學會理事長、國立編譯館書法教科書編審委員、長榮大學書畫藝術學系教授，中華民國教育部曾聘其撰寫《國字標準字體表》。

## 生平
施春茂1942年出生於高雄縣田寮鄉田寮村，1961年畢業於臺南師範學校普通師範科，師承畫家李石樵及席德進，中途從陳子和轉研書法。1979年獲得中華民國教育部文藝創作書法類首獎，在31及32屆台灣省全省美術展覽會中獲書法第3名。歷任中華民國書法教育學會理事長、國立編譯館書法教科書編審委員、長榮大學書畫藝術學系教授。1998年於臺北鴻展藝術中心舉行首次個展，2019年於國立彰化生活美學館舉行第2次個展，2021年於國父紀念館中山畫廊舉辦第3次個展。曾在臺北市中正區東門國民小學推動成立臺灣第一個書法專科教室，亦在中華民國總統府、國立國父紀念館、中正紀念堂開設的書法班擔任指導老師，中華民國教育部曾聘施春茂撰寫《國字標準字體表》。

## 理念
施春茂的楷書基於歐陽詢，受溥心畬和江兆申影響，行書基於王羲之、王獻之和米芾，受王鐸和祝枝山影響，隸書師承陳子和，篆書則受王北岳的指導，學習楊沂孫、趙之謙和徐三庚。施春茂認為書法應取盡各體碑帖精要，並在作品中「以書入畫」地融入西洋畫的技巧與精神，主張在書法創作與教學中營造文學性、科學性、哲學性及佛學性之世界，建構以道家、佛學及易經為重心的創作圖譜。